# Carter Glass
Carter Glass (ur. 4 stycznia 1858 w Lynchburgu, zm. 28 maja 1946 w Waszyngtonie) – amerykański polityk.

## Życiorys
Urodził się w 4 stycznia 1858 roku w Lynchburgu. Po odebraniu podstawowej edukacji pracował jako dziennikarz w gazecie, której następnie stał się właścicielem. W latach 1899–1903 zasiadał w legislaturze stanowej Wirginii. W 1902 roku wygrał wybory uzupełniające do Izby Reprezentantów (z ramienia Partii Demokratycznej), mające obsadzić wakat po śmierci Petera Oteya. Zasiadał w podkomisji, mającej zbadać reformę systemu bankowego i walutowego. Wspierał zdecentralizowany system banków, lecz popierał prezydencki projekt utworzenia Systemu Rezerwy Federalnej. W izbie niższej zasiadał do 1918 roku, kiedy to zrezygnował, by przyjąć propozycję Woodrowa Wilsona objęcia stanowiska sekretarza skarbu. Dwa lata później zrezygnował ze stanowiska, ponieważ wygrał wybory uzupełniające do Senatu, mające obsadzić wakat po śmierci Thomasa Martina. W latach 1941–1945 pełnił funkcję przewodniczącego pro tempore. Odmówił propozycji ponownego objęcia stanowiska sekretarza skarbu w gabinecie Franklina Delano Roosevelta. Mandat senatora sprawował do śmierci, która nastąpiła 28 maja 1946 roku w Waszyngtonie.